# Anja Byrial Hansen
Anja Byrial Hansen (* 1. November 1973 in Horsens, Dänemark, zwischenzeitig Anja Byrial Pedersen) ist eine ehemalige dänische Handballspielerin, die für die dänische Nationalmannschaft auflief.

## Karriere

### Im Verein
Hansen begann das Handballspielen in ihrem Geburtsort bei Horsens Boldklub. Nachdem die Kreisläuferin später zum Horsens HK gewechselt war, schloss sie sich im Jahr 1991 Ikast FS an. In der Saison 1992/93 lief sie wieder für Horsens auf und schloss sich anschließend erneut Ikast an. Ab 1994 stand sie beim Verein DHG Odense unter Vertrag und wechselte zwei Jahre später zu GOG. Im Jahr 1997 zog sie nach England zu ihrem damaligen Ehemann Per Pedersen und beendete im Alter von 23 Jahren ihre Karriere.

### In Auswahlmannschaften
Hansen absolvierte zwischen 1990 und 1993 insgesamt 48 Länderspiele für die dänische Juniorinnennationalmannschaft, deren Kapitänin sie war. Mit dieser Auswahlmannschaft nahm sie zwei Mal an der U-20-Weltmeisterschaft teil und belegte 1991 den dritten Platz sowie 1993 den vierten Platz. Im Jahr 1992 gab Hansen ihr Debüt für die dänische A-Nationalmannschaft. Mit dieser Mannschaft gewann sie die Silbermedaille bei der Weltmeisterschaft 1993, die Goldmedaille bei der Europameisterschaft 1994 sowie die Goldmedaille bei den Olympischen Spielen 1996.

### Als Trainerin
Hansen trainierte ab dem Jahr 2000 für zwei Spielzeiten eine Frauenmannschaft in Aarup. Weiterhin betreute sie in der Saison 2019/20 die U-19-Mädchenmannschaft von Virum-Sorgenfri HK.

## Sonstiges
Sie war von 1997 bis 2002 mit dem dänischen Fußballspieler Per Pedersen verheiratet, dessen Nachnamen sie in diesem Zeitraum trug. Aus dieser Ehe gingen zwei Kinder hervor. Seit dem Jahr 2004 ist Hansen mit einem Anwalt verheiratet, mit dem sie zwei gemeinsame Kinder hat.